# Tunnel d'Ayaş
Le tunnel d'Ayaş (en turc : Ayaş Tüneli) est un tunnel ferroviaire en construction près de la ville turque d'Ayaş, dans la province d'Ankara, en région de l'Anatolie centrale. Sa construction a pour but de raccourcir la ligne allant d'Ankara à Istanbul.

## Contexte
La construction du tunnel d'Ayaş est planifiée dès 1943 dans le cadre d'un projet de création d'une ligne de train à grande vitesse. Le tunnel, d'une longueur de 10,064 kilomètres, permet de raccourcir la distance entre Istanbul et Ankara de 160 km, la faisant passer de 576 à 416 km. Le temps de voyage sur la ligne Istanbul–Ankara s'en retrouve réduit de sept heures et demie à deux heures et demie,.
Après 33 années de suspension, le projet est réintroduit ; la pose de la première pierre a lieu en présence du Premier ministre Süleyman Demirel à l'entrée ouest de la montagne, du côté de la ville d'Ayaş. L'année suivante, en 1977, le député et Premier ministre Necmettin Erbakan initie les travaux d'excavation du côté est, près du village d'Erkeksu. À cette date, la durée de construction est estimée à sept ans,.
Durant le coup d'État de 1980, la construction du tunnel ne progresse pas autant que prévu, bien que les estimations de la durée aient été revues plusieurs fois par le gouvernement. Le Premier ministre Turgut Özal, en investiture depuis les élections législatives de 1983, est un politicien pro-autoroutes et anti-voies ferrées. Il stoppe donc l'édification du tunnel pendant un long moment afin de privilégier la construction de l'autoroute 4, qui relie les villes d'Istanbul et Ankara. Après l'achèvement de cette autoroute, les discussions concernant la construction du tunnel d'Ayaş reprennent. En 1987, le gouvernement décide de poursuivre les études du projet.
Des pays tels que la France, l'Allemagne, l'Italie, le Royaume-Uni et la Belgique établissent des offres permettant la réalisation du projet grâce à des prêts étrangers dans le cadre d'un consortium, au lieu d'établir partenariat public-privé qui aurait pu s'avérer inutile. Le projet du tunnel d'Ayaş poursuit sa progression lorsque Süleyman Demirel redevient Premier ministre en 1991. La construction du tunnel s'accélère grâce aux financements du gouvernement ; cependant, ces efforts ne suffisent pas pour achever les 10 kilomètres de tunnel. Le tunnel a pu être creusé sur 8 kilomètres avant que le Parti de la justice et du développement ne devienne majoritaire au gouvernement à la suite des élections législatives de 2002,. À cette date, les dépenses totales s'élèvent à 701 millions de livres turques.
Le Ministre des Transports Binali Yıldırım stoppe la construction du tunnel d'Ayaş. L'accès au tunnel est interdit, et des cendres sont empilées devant les deux entrées. Entre 200 et 300 millions de livres turques sont dépensées chaque année pour permettre l'évacuation des eaux souterraines qui se sont infiltrées dans le tunnel. Le coût total de l'entretien du tunnel s'élève à 2,9 millions de livres entre 2001 et 2012.

## État actuel
En 2010, le Ministère du Chemin de fer, des Ports et des Aéroports (DLH) entreprend des études sur la ligne à grande vitesse entre Ankara et Ayaş, une section de 85 km du projet de ligne Ankara–Istanbul, dont la construction a été stoppée. Le projet avait déjà subi une réétude, mais seulement sur la section allant d'Ankara à Arifiye (en). Le nouveau projet envisage la réhabilitation de la section et son adaptation à la circulation des trains à une vitesse de 250 km/h. Le budget avancé pour les travaux supplémentaires sont d'environ 150 millions de livres turques. L'ouverture de cette ligne est jugée importante pour le développement du tourisme dans la région, ainsi que pour le transport annuel d'un million de tonnes de trona depuis la mine de Çayırhan (en).
L'étude démontre alors que l'infrastructure ferroviaire installée entre Çayırhan et Sincan n'est pas adaptée aux normes des voies à grande vitesse. Par ailleurs, la zone de croisement dans le tunnel n'est pas assez grande pour résister à la pression aérodynamique engendrée par l'arrivée des trains.
En février 2013, le ministère annonce que des études sont en cours de réalisation afin de préparer l'excavation des deux derniers kilomètres du tunnel. Avec l'achèvement du tunnel et l'ouverture de la voie ferrée, une gare doit être construite dans la ville de Beypazarı,.

## Données techniques
La construction du tunnel est effectuée à partir de 1976 par l'entreprise Nurol. En 2012, c'est également cette entreprise qui a repris les travaux,.
Lorsqu'il sera achevé, le tunnel d'Ayaş sera le plus long tunnel ferroviaire de Turquie et le sixième tunnel ferroviaire le plus long du monde, avec une longueur de 10,064 kilomètres. Le diamètre interne du tunnel est de 9,60 mètres et sa coupe transversale est en forme de fer à cheval. Outre une section de 400 m créée par tranchée couverte, le tunnel a été creusé selon la nouvelle méthode autrichienne.